# Młynówka (dopływ Białej Lądeckiej)
Młynówka (dawniej niem. Grosse-Mühlbach i Mühlbach, również Bukówka lub Wielka Młynówka) – potok, lewy dopływ Białej Lądeckiej o długości 6,8 km. 

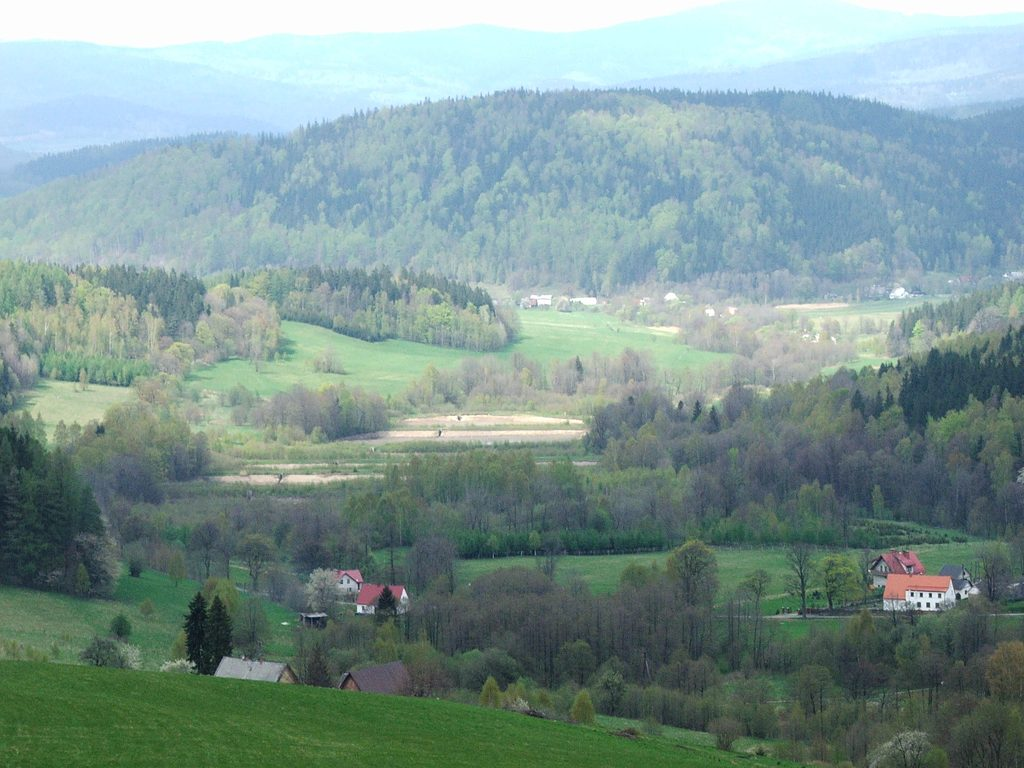
Dolina Młynówki w dolnym biegu i wieś Młynowiec. Widoczne w dali stawy wędkarskie i Goszów u stóp Sowiej Kopy

Potok płynie na terenie gminy Stronie Śląskie w województwie dolnośląskim. Wypływa ze stoków Suchej Kopy w Górach Bialskich. Jego źródła znajdują się powyżej tzw. Suchej Drogi na wysokości około 1000–1010 m n.p.m., a składa się na nie kilka potoków, które łączą się w jeden ciek u wschodniego podnóża Jawornika Krowiego. Dalej potok płynie stromym wąwozem zalesionym świerkowym lasem regla dolnego. Wypływając z terenów leśnych, przecina granicę Śnieżnickiego Parku Krajobrazowego, wpływając do wsi Młynowiec i przyjmując z lewej strony wody Małej Młynówki. Przepływając dalej przez łąki, częściowo zasila kompleks stawów wędkarskich PZW i dalej w Goszowie prywatną hodowlę pstrągów. W Goszowie przyjmuje z prawej strony wody potoku Popówka. Uchodzi do Białej Lądeckiej we wsi Goszów na wysokości ok. 495 m n.p.m.
Wzdłuż rzeki prowadzi tzw. Młyńska Droga. W dolinie wydobywano dawniej galenę i pozyskiwano skałę gnejsową. W XIX w. stanowiła często uczęszczany szlak turystyczny prowadzący w Góry Bialskie i do Bielic. Obecnie straciła znaczenie komunikacyjne, posiada jednak spore walory krajobrazowe.